# Санарика
Санарика (итал. Sanarica) је насеље у Италији у округу Лече, региону Апулија.
Према процени из 2011. у насељу је живело 1359 становника. Насеље се налази на надморској висини од 79 м.

## Становништво
Према резултатима пописа становништва 2011. у општини је живело 1.503 становника.
| 1936. | 1951. | 1961. | 1971. | 1981. | 1991. | 2001. | 2011. |
| ----- | ----- | ----- | ----- | ----- | ----- | ----- | ----- |
| 1.383 | 1.497 | 1.574 | 1.338 | 1.413 | 1.495 | 1.446 | 1.503 |